# Wyścigowe Samochodowe Mistrzostwa Polski 1958
Sezon 1958 był szóstym sezonem Wyścigowych Samochodowych Mistrzostw Polski.
Sezon liczył cztery eliminacje na torach w Łodzi, Opolu Warszawie i Częstochowie. Zawody były rozgrywane w trzech klasach: 1600 cm³, 1300 cm³ oraz 750 cm³. Punkty przyznawane były sześciu najlepszym kierowcom według klucza 8-6-4-3-2-1,  przy czym do klasyfikacji generalnej liczyły się trzy najlepsze wyniki.

## Zwycięzcy
| Data            | Tor         | Klasa    | Zwycięzca (kierowcy)  | Samochód    | Zwycięzca (zespoły)      |
| --------------- | ----------- | -------- | --------------------- | ----------- | ------------------------ |
| 22 czerwca      | Łódź        | 1600 cm³ | Władysław Szulczewski | SAM-Simca   | Automobilklub Śląski     |
| 22 czerwca      | Łódź        | 1300 cm³ | Jerzy Jankowski       | Rak-Triumph | Automobilklub Warszawski |
| 22 czerwca      | Łódź        | 750 cm³  | Antoni Weiner         | SAM-Royal   | Automobilklub Śląski     |
| 13 lipca        | Opole       | 1600 cm³ | Grzegorz Timoszek     | SAM-Simca   | Automobilklub Warszawski |
| 13 lipca        | Opole       | 1300 cm³ | Jerzy Jankowski       | Rak-Triumph | Automobilklub Warszawski |
| 13 lipca        | Opole       | 750 cm³  | Jerzy Jankowski       | Rak-Triumph | Automobilklub Warszawski |
| 28 września     | Warszawa    | 1600 cm³ | Konstanty Krajewski   | SAM-Simca   | Automobilklub Śląski     |
| 28 września     | Warszawa    | 1300 cm³ | Longin Bielak         | Krab-Royal  | Automobilklub Warszawski |
| 28 września     | Warszawa    | 750 cm³  | Longin Bielak         | Krab-Royal  | Automobilklub Warszawski |
| 26 października | Częstochowa | 1600 cm³ | ?                     | ?           | ?                        |
| 26 października | Częstochowa | 1300 cm³ | Jerzy Jankowski       | Rak-Triumph | Automobilklub Warszawski |
| 26 października | Częstochowa | 750 cm³  | Jerzy Jankowski       | Rak-Triumph | Automobilklub Warszawski |

## Mistrzowie
| Klasa    | Kierowca            | Samochód    | Zespół                   |
| -------- | ------------------- | ----------- | ------------------------ |
| 1600 cm³ | Konstanty Krajewski | SAM-Simca   | Automobilklub Śląski     |
| 1300 cm³ | Jerzy Jankowski     | Rak-Triumph | Automobilklub Warszawski |
| 750 cm³  | Jerzy Jankowski     | Rak-Triumph | Automobilklub Warszawski |